# 翁田镇
翁田镇是中华人民共和国海南省文昌市下辖的一个镇。

## 行政区划
翁田镇下辖以下村级行政区划单位：
翁田墟社区、龙马墟社区、博文村、大福村、堆头村、茂山村、明月村、排山良村、汪洋村、翁田村、玉竹村、龙马村、龙南村、新村、龙北村和西村。